# Gambela Zuria
Gambela Zuria är ett distrikt i Etiopien. Det ligger i den västra delen av landet, 500 km väster om huvudstaden Addis Abeba.